# Tchiormoz
Tchiormoz (en russe : Чёрмоз) est une ville du kraï de Perm, en Russie, dans le raïon Ilinski. Sa population s'élève 2 919 habitants en 2023.

## Géographie
Tchermoz est située sur la rivière Kama, à 87 km au nord de Perm.

## Histoire

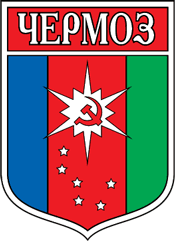
Blason de 1988.

Tchermoz a été fondée en 1701 ou 1761, près d'une fonderie de cuivre (Tchernovski Zavod). Cette usine fut plus tard convertie en usine sidérurgique. Tchermoz accéda au statut de commune urbaine en 1928 puis celui de ville en 1943. Lors du remplissage du réservoir de la Kama, en 1958, une partie de la ville a été submergée. La population de Tchermoz a fortement baissé depuis.

## Population
Recensements (*) ou estimations de la population
| 1926* | 1931   | 1959*  | 1970* | 1979* |
| ----- | ------ | ------ | ----- | ----- |
| 8 267 | 10 200 | 11 613 | 8 681 | 6 772 |

| 1989* | 2002* | 2010* | 2012  | 2013  |
| ----- | ----- | ----- | ----- | ----- |
| 5 907 | 4 376 | 3 861 | 3 763 | 3 709 |